# Vists distrikt
Vists distrikt är ett distrikt i Linköpings kommun och Östergötlands län. 
Distriktet ligger sydost om Linköping. 

## Tidigare administrativ tillhörighet
Distriktet inrättades 2016 och utgörs av socknen Vist i Linköpings kommun.
Området motsvarar den omfattning Vists församling hade vid årsskiftet 1999/2000.